# Szabó György (üzletember)
Szabó György (Miskolc, 1928. április 15. – Bükkszentkereszt, 2022. december 4.) magyar gyógynövényipari üzletember, természetgyógyász. Nem rendelkezik sem orvosi, sem gyógyszerészeti, sem immunológiai végzettséggel. Nézetei áltudományosak, tanácsainak többsége téves, több közülük kimondottan káros. Mindezek miatt a kritikusok szerint megáll vele szemben a kuruzslás vádja.

## Élete
Édesapja iparosember, édesanyja háztartásbeli volt. Az elemi és polgári iskolák elvégzését követően könyvkereskedői képesítést szerzett, és a könyviparban helyezkedett el. Abban a boltban dolgozott, amelyet még Ferenczi Sándor pszichoanalitikus édesapja, Ferenczi Bernát alapított a Széchenyi utca 13. sz. alatt; a vészkorszakban Szabó élelemmel segítette főnöke rokonait a miskolci gettóban.
1988-ban nyugdíjba vonult. Idős korában fordult a kuruzslás felé. 2010-ben Fitoterapeuta oklevelet szerzett. A Bükki Füvészmester és Népgyógyászati Egyesület alapítója. Egy interjúban azt mondta, hogy Sajókazincon élt ősei – köztük az egyik nagyanyja – „javasasszonyok” voltak, és kuruzslással – az ő megfogalmazása szerint „hagyományos gyógyítással” – foglalkoztak.

## Tevékenysége
A nevével fémjelzett termékeket a 2014 novemberében alapított Bükki Füvesember, Gyógynövényekkel az Egészségért Egyesület, röviden Bükki Füvesember Egyesület (más forrásban Bükki Füvesember és Népgyógyászati Egyesület) forgalmazza Györgytea márkanév alatt. Az egyesület emellett Szabó György gyógynövénykertjének fenntartásával, illetve a gyógyászati termékeik forgalmazásával foglalkozik.
Évente közel 100 előadást tartott a gyógynövényekről, azok különböző betegségek elleni használatáról. Általa „gyógyítónak” beálított tanácsadást előadásain, interneten keresztül, és 1991-től bükkszentkereszti rendelőjében is folytatott. 
2013 júliusában Györgytea mintabolt néven Budapest V. kerületében megnyílt első mintaboltja. 2015 novemberében a miskolci belvárosban is nyílt mintaboltja, a Városház tér közelében.

## A tevékenységét ért kritikát
2008-ban a Tékozló Homár internetes fogyasztóvédelmi oldal tett közzé egy fogyasztói panaszt, amely arról számolt be, hogy a Lopes-Szabó Zsuzsanna által vezetett Pharmaherb által forgalmazott Diabess-Györgytea nevű, a csomagolásán cukorbetegeknek ajánlott termék betegtájékoztatójában arról írnak, hogy fogyasztása cukorbetegeknek nem ajánlott. A cég közleményben úgy reagált, hogy a terméket az OGYI a Semmelweis Orvostudományi Egyetemen, illetve a cég saját biológiai-orvosi részlegén végzett vizsgálatok után gyógyszernek nem minősülő gyógyhatású termékként nyilvántartásba vette, azaz a forgalmazás az üzleti vállalkozás állítása szerint „az engedélynek megfelel”. A cég elismerte, hogy a betegtájékoztató ellentmondásos, és azzal magyarázták mindezt, hogy „bizonyos költséges klinikai vizsgálatok elvégzésére nem volt anyagi lehetőségük”, és állításuk szerint ezért kellett a terméken feltüntetni, hogy „általános óvatosságból cukorbetegek részére a használata nem javasolt”. A cikksorozat következtében reklámfelügyeleti eljárás indult a Pharmaherb ellen.
A gyógyszerészet és az orvosszakma képviselői részéről több ízben bírálat érte. 2013-ban Csupor Dezső gyógyszerész, gyógynövénykutató, a Szegedi Tudományegyetem Gyógyszerésztudományi Karának Farmakognóziai Intézetében dolgozó egyetemi adjunktusa és a Ködpiszkáló bloggere egy, Szabó György nevével terjedő körlevélben közzétett 76 gyógyászati tanácsot véleményezett. Véleménye szerint ezek közül 29 tanács elfogadható, a téves javaslatok között viszont több kimondottan káros.
2018 márciusában, a Magyar Érdemrend lovagkeresztjének átvételekor Boldogkői Zsolt, a Szegedi Tudományegyetem Orvosi Biológiai Intézetének tanára cikkében kiemelte, hogy Szabó György számos kijelentése nem áll összhangban az orvostudomány által elfogadottakkal és a tudományos konszenzussal, emellett szerinte Szabó tételeivel szemben megállna a kuruzslás vádja. A professzor a biológiai fogalmak inadekvát alkalmazása, illetve gyógyászati tanácsai áltudományossága miatt bírálta Szabót. Boldogkői Zsolt emellett kiemelte:

„A fő probléma az, hogy gyógynövények igen nagy többségének valójában nincs gyógyító hatása. Noha sokan még ma is a természet patikájának tartják őket, s a gyógyszeripar is gyakran kutakodott ezen a területen, nem is eredménytelenül, ez nem jelenti azt, hogy e termékek mind valódi gyógyító hatással rendelkeznek. A legújabb vizsgálatok szerint, valós klinikai relevanciája alig néhánynak van. Azokat is ki kell vonni, koncentrálni, gyakran kémiailag módosítani. Hiába rendelkezik például a fokhagyma antibakteriális hatással, senkinek nem jutna eszébe ezzel kezelni magát egy komoly fertőzéskor. Ezeknek a növényeknek valódi terápiás hatásuk nincs. A gyulladásgátló hatást emelném ki, mint ritka kivételt, ilyennel sok gyógynövény rendelkezik, például a kamilla.”

– Boldogkői Zsolt

Ezzel kapcsolatban Szabó nevében a lánya azt állította, hogy egyes esetekben a szakmaiatlan kijelentéseket nem ő maga teszi közzé, csak „neki tulajdonítják”. Állítása szerint több ízben kellett fellépniük olyan internetes tartalomszolgáltatókkal szemben, akik „Gyuri bácsi” nevében, de engedélye nélkül tettek közzé gyógynövényekkel kapcsolatos tanácsokat. Egyes, természetgyógyászattal foglalkozó internetes magazinok az állítólagos „gyógyszerlobbi” összeesküvését igyekeztek láttatni a szakmai kritikák mögött.

## Könyvei
- Szabó György: Javasasszony unokája; ill. Natália Lopes; szerzői, Bükkszentkereszt, 2004
- Szabó György–Lopes-Szabó Zsuzsa: A bükki füvesember gyógynövényei; ill. Natália Lopes; szerzői, Bükkszentkereszt, 2008
- Lopes-Szabó Zsuzsa: A bükki füvesember nyomában. Házi patika Gyuri bácsi gyógynövényeivel; fotó Éberling András et al.; szerzői, Bükkszentkereszt, 2013

## Díjai, elismerései
- 2006-ban Bükkszentkereszt Önkormányzata a Stuller Ferenc díjat adományozta munkahelyteremtő tevékenységéért és a község jó hírének öregbítéséért.
- 2007-ben a Borsod-Abaúj-Zemplén megyei Közgyűlés Alkotói Díjában részesült.[15]
- 2010-ben Bükkszentkereszt Önkormányzata díszpolgári címet adományozott neki.[15]
- 2011. szeptember 3-án a gyöngyösi Eszterházy Károly Egyetem (régi néven Károly Róbert Főiskola) tiszteletbeli főiskolai tanár címmel tüntette ki.[25] Az intézmény szenátusa a cím adományozásával a több mint hét évtizedes gyógyító munkáját ismerte el.[15]
- 2012. május 12-én a Magyar Természetgyógyászok Szövetsége Természetgyógyászatért-díjjal tüntette ki.[26]
- 2013. augusztus 20-án Fazekas Sándor vidékfejlesztési minisztertől – a miniszter saját felterjesztése alapján – a Fleischmann Rudolf-díjat, az elismerés indoklása a következő volt: „a népi gyógyítás hagyományainak megőrzése, a gyógynövények gyógyhatásának, egészségmegtartó erejének széles körben történő megismertetése területén végzett több évtizedes példaértékű munkája elismeréseként”.[10]
- Magyar Tudományos Akadémia dísztermében a díjazott „évezredes népi gyógyászatunk” nevében – Macalik Ernővel együtt – ő vehette át a Magyar Örökség díjat.[11][6][27]
- 2014-ben a Borsod-Abaúj-Zemplén Megyei Príma Díj közönségdíját kapta.[28]
- 2015 októberében a Nemzetgazdasági Minisztérium Magyar Gazdaságért díját vehette át.[29]
- 2018. március 15-én vette át a Magyar Érdemrend lovagkeresztjét[22][3]